# キーカーカー
キーカーカー（英:Caye Caulker/西:Cayo Caulker）は、ベリーズ沖に存在する島。人口は約1800人。

## 地理
ベリーズの北東部に位置し、アンバーグリスキーの南、ターネフ諸島の北に位置している、小さな石灰岩のサンゴ島である。浅いラグーンがベリーズ珊瑚礁保護区と合流している。北部にはマングローブ林がある。島内は数々の狭い水路に分けられており、浸食によりさらに拡大している。

## 歴史
10000年前から人が居住していたが、イギリスの植民地になった。1870年頃にルチアーノレイエスという男が手に入れ、今でもこの男の子孫がいる。

## 産業
ココナッツの輸出、ロブスター漁、漁業、観光業がおもな産業である。

### 観光
ビーチやシュノーケリング、ダイビング、スキューバダイビングが中心である。その他キーカーカー海洋保護区やホルチャン海洋保護区などのサンゴ礁スポットもある。

#### 治安
治安は小さい島のため犯人が捕まりやすく犯罪が少ないことから、良好である。

## 交通
キーカーカー空港が島の南端に所在。ベリーズシティやアンバーグリスキーから水上タクシー、ベリーズシティフェリー、ボートに乗ると同島に行ける。

### 港湾
キーカーカー港が所在している。そこにベリーズシティフェリーが出航している。